# Nivala-Haapajärvi

Lage von Nivala-Haapajärven

Nivala-Haapajärvi ist eine von sieben Verwaltungsgemeinschaften (seutukunta) in der finnischen Landschaft Nordösterbotten. Sie liegt im Süden der Landschaft und umfasst neben den beiden namensgebenden Städten Nivala und Haapajärvi die Stadt Pyhäjärvi und die Gemeinden Kärsämäki und Reisjärvi. Insgesamt leben in den fünf Städten und Gemeinden rund 32.000 Menschen.